# لاستادینیسم
لاستادینیسم (به انگلیسی: Laestadianism) یک جنبش احیای دین‌پرستانه یا زهدباوری لوتری است که در لاپ‌لند در اواسط قرن نوزدهم آغاز شد. این جنبش که به نام رئیس کلیسای دولتی لوتری سوئد و رهبر نهضت مخالفت با مصرف الکل به نام لارس لوی لاستادیوس نامگذاری شده‌است، بزرگ‌ترین جنبش احیاگری مذهبی در کشورهای نوردیک یا شمال اروپا است.